# Volvera
Volvera (piemontesisch la Volvera) ist eine Gemeinde in der italienischen Metropolitanstadt Turin (TO), Region Piemont.

## Lage und Einwohner
Volvera liegt 25 km südwestlich von Turin auf einer alten Schwemmlandterrasse. Der Ort liegt auf einer Höhe von 251 m über dem Meeresspiegel. Das Gemeindegebiet umfasst eine Fläche von 20,94 km² und hat 8432 Einwohner (Stand 31. Dezember 2023). Die Gemeinde besteht aus den Ortsteilen Baruta, Panealba, Gerbole-Zucche, Gerbole-Alte und Volvera. Nachbargemeinden sind Rivalta di Torino, Orbassano, Piossasco, Cumiana, None und Airasca. 
Die Nachbargemeinden sind Rivalta di Torino, Orbassano, Piossasco, Cumiana, None, Airasca.

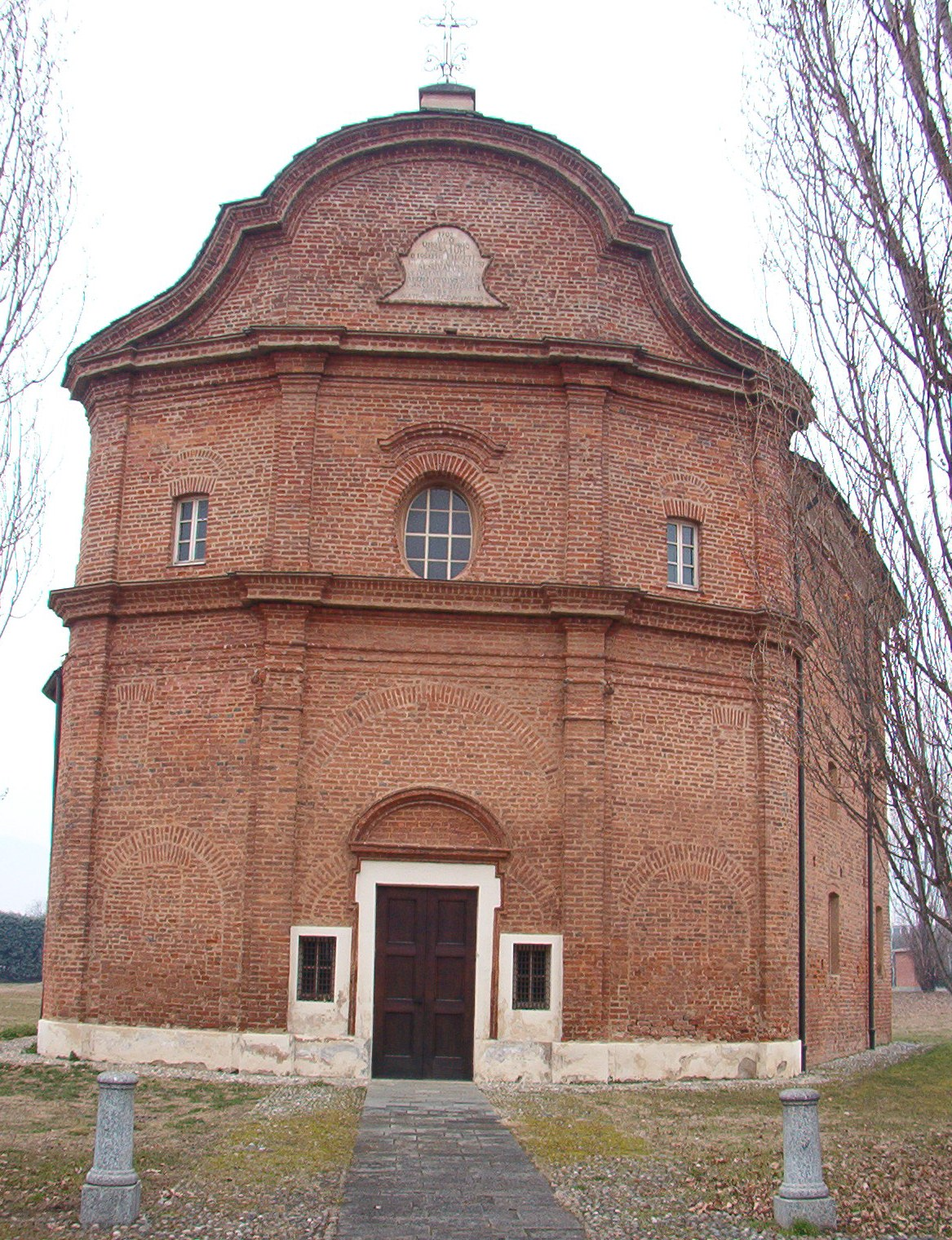
Die Kapelle Pilotti in Volvera

## Geschichte
Der Ortsname ist eine Ableitung des lateinischen Begriffs Ulva, der im Piemontesischen als „volva“ mit der Bedeutung „Weizenspreu“ eingeführt wurde. Seine Bedeutung ist daher „der Spreu des Weizens eigen“. Im Jahr 1029 vom Bischof von Asti dem Benediktinerkloster San Giusto di Susa geschenkt, wurde es ab dem 12. Jahrhundert Teil der Herrschaft der Familie der Herren von Piossasco und blieb dort mit Unterstützung der Savoyer bis zum 12. Jahrhundert.
Aufgrund seiner Lage war es zwischen dem 16. und 17. Jahrhundert ständigen Verwüstungen und Plünderungen durch die französischen Truppen ausgesetzt, die im subalpinen Gebiet wüteten. Im Jahr 1693 wurde die Burg von Piossasco während der von Catinat durchgeführten Kriegshandlungen völlig zerstört.
Seine weitere Geschichte weist keine besonders wichtigen Ereignisse auf. Zu den Denkmälern des historisch-architektonischen Erbes gehören
- die Kapelle San Giovanni Battista, die im 11. Jahrhundert im romanischen Stil erbaut und im 15. Jahrhundert erheblichen Veränderungen unterzogen wurde, als sie mit wertvollen Fresken geschmückt wurde,
- die Pfarrkirche Maria Assunta, die 1617 erbaut wurde, um dem erheblichen Bevölkerungswachstum gerecht zu werden, das dazu führte, dass die Kirche San Giovanni Battista nicht mehr den Bedürfnissen der Bevölkerung gerecht werden konnte und
- die Kirche der Bruderschaft des Heiligen Geistes mit einfachen und nüchternen Linien und die Kirche San Pancrazio, die zu Beginn des 20. Jahrhunderts an der Stelle einer bereits bestehenden Kapelle erbaut wurde, die Ende des 18. Jahrhunderts von französischen Truppen zerstört wurde.[2]

## Sehenswürdigkeiten
Die Kapelle Pilotti befindet sich außerhalb des Ortskerns an der Autobahn A 55 Turin–Pinerolo. Sie wurde als Privatkapelle von Giuseppe Pilotti Anfang des 18. Jahrhunderts errichtet. In der Folgezeit wurde sie mehrfach vergrößert.

## Persönlichkeiten
- Attilio Beltramino (1901–1965), römisch-katholischer Ordensgeistlicher, Bischof von Iringa